# Floresorchestia mkomani
Floresorchestia mkomani — вид бокоплавів родини Talitridae. Описаний у 2021 році.

## Поширення
Описаний зі зразків, що зібрані на пляжі English Point Beach в місті Момбаса на сході Кенії. Типові зразки зберігаються в Національних музеях Кенії. Вид названо на честь мікрорайона Мкомані, де виявлено вид.